# Fukuyama-Kupplung

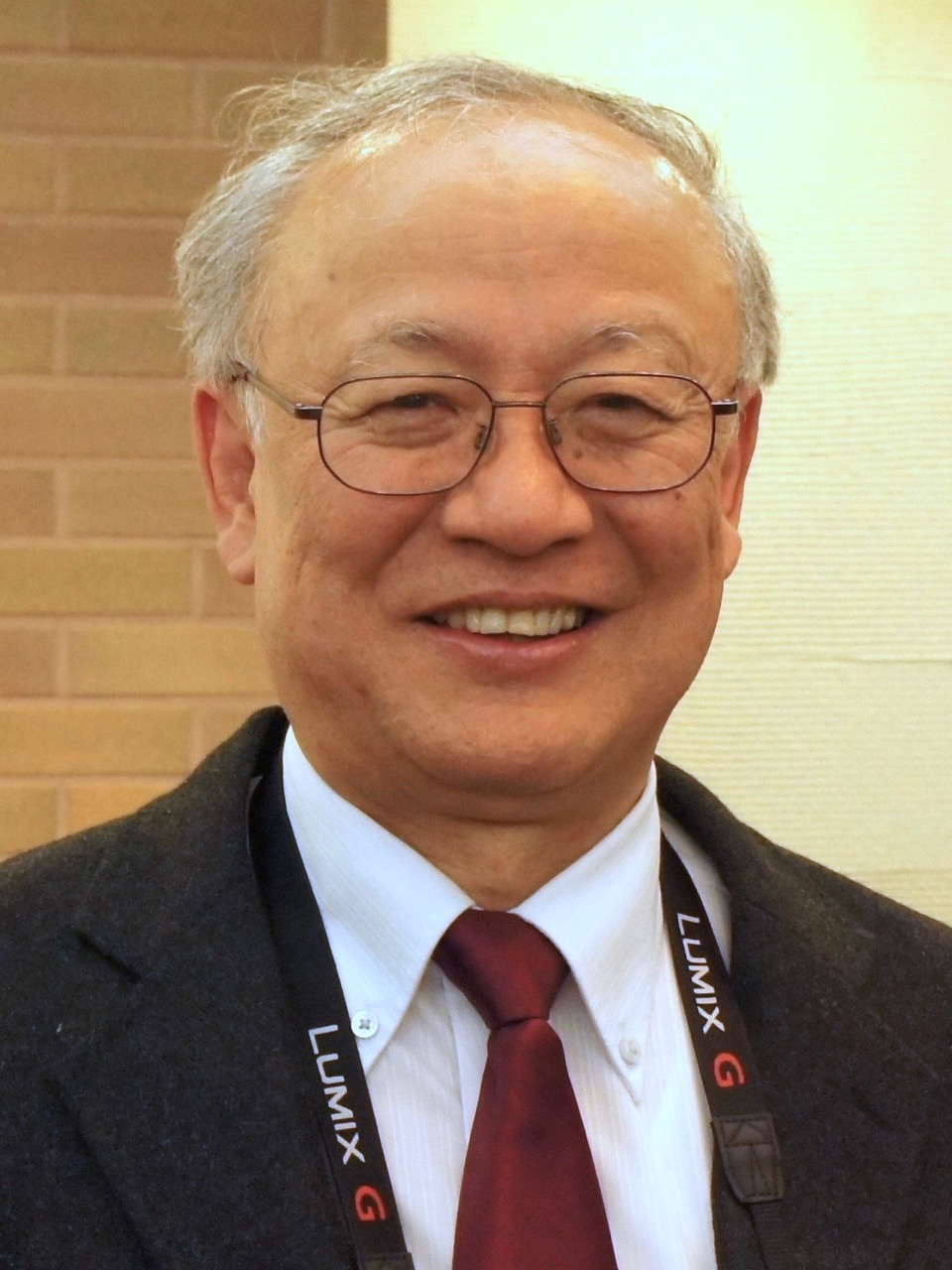
Tohru Fukuyama (2016)

Die Fukuyama-Kupplung ist eine Namensreaktionen der organischen Chemie. Es handelt sich dabei um eine palladiumkatalysierte Kreuzkupplung zwischen Thioestern und Zinkorganylen. Sie wurde 1998 durch Hidetoshi Tokuyama, Satoshi Yokoshima, Tohru Yamashita und Tohru Fukuyama publiziert.

## Übersichtsreaktion
Bei der Fukuyama-Kupplung wird ein Thioester mit einem Zinkorganyl (ZnR3I)an einem Palladium-Katalysator umgesetzt. In dem von Fukuyama entwickelten Protokoll wird Bis(triphenylphosphin)palladiumchlorid als Katalysator verwendet. Andere Katalysatoren, wie Pearlmans Katalysator Pd(OH)2/C, können ebenfalls eingesetzt werden.

## Mechanismus

Mechanismus der Fukuyama-Kupplung

Im ersten Schritt insertiert der Palladium-Katalysator in die C-S-Bindung des Thioesters 1. Es findet eine oxidative Addition am Palladium statt.  Die so gebildete Spezies 2 tauscht durch eine Transmetallierung das Thiolat durch den am Zink gebundenen organischen Rest aus. Triebkraft ist hier die hohe Thiophilie des Zinks. Spezies 3 kann nun eine reduktive Eliminierung eingehen. Dabei wird der Palldium-Katalysator zurückgewonnen und die C-C-Bindung wird geknüpft, es entsteht ein Keton 4.